# Podluhy
Podluhy település Csehországban, a Berouni járásban. Podluhy Rpety, Felbabka, Hořovice és Hvozdec településekkel határos. Lakosainak száma 676 fő (2024. január 1.).

## Népesség
A település lakosságának változását az alábbi diagram mutatja:
| Lakosok száma | 623  | 572  | 710  | 702  | 682  | 590  | 657  | 674  | 665  | 676  |
|               | 1869 | 1890 | 1921 | 1950 | 1980 | 2001 | 2017 | 2019 | 2022 | 2024 |